# Barnell Bohusk
Barnell Bohusk est un personnage de fiction, un super-héros appartenant à l'univers de Marvel Comics. Créé par le scénariste Grant Morrison et le dessinateur Ethan Van Sciver, il est apparu pour la première fois dans New X-Men vol. 1 #117. Il a employé deux noms de code différents : Bec, Beak en version originale, et Blackwing.

## Biographie fictive
Barnell Boshuk est un mutant étudiant à l'institut Xavier. Il est cependant considéré comme un minable à cause de son physique qui le fait ressembler à un poulet et de sa pauvre maîtrise de son pouvoir, à savoir, voler. C'est un élève de la classe spéciale de Xorn, mais il est également très proche du Fauve, d'une apparence comme lui hors du commun et qui l'a grandement aidé à maîtriser ses pouvoirs. Mais quand Cassandra Nova prend possession du Professeur Xavier, elle le force à attaquer l'être bleu à coups de batte de baseball.
Le Bec trouve malgré tout l'amour en la personne d’Angel Salvadore, une jeune fille dépravée au grand caractère. En réalité, celle-ci fait semblant de le draguer pour se moquer de lui. Elle sort avec lui après avoir fait le pari de l'embrasser, mais se retrouve prise à son propre jeu et tombe finalement réellement amoureuse de lui. Ils ont ensuite des enfants : six bébés mutants hybrides, à la fois mouche, oiseau et humains. C'est donc pour assurer un avenir à leurs enfants que Barnell et Angel entrent dans la nouvelle confrérie auprès du faux Magnéto. Mais ce statut de méchant impose à Barnell de tuer, ce dont il est moralement incapable. Ainsi, Le Bec se rebelle et combat aux côtés des X-Men.
Après la victoire de ces derniers, Barnell et Angel retournent à l'Institut, où ils trouvent une cabane pour élever leurs enfants. Jusqu'au jour où Barnell fait la connaissance des Exilés, à partir de là, il est obligé de voyager dans les mondes alternatifs car plus personne dans sa réalité à lui ne pouvait le voir. Ainsi il prend la place de Nocturne qui reste sur place. Il y améliore considérablement - bien malgré lui et à la surprise générale - son statut de super-héros, en trouvant par exemple le moyen de vaincre un Hyperion maléfique et en s'entêtant à vouloir restaurer la réalité d'House of M (en effet, dans ce continuum temporel, Angel le déteste et leurs enfants n'existe pas). C'est pour cela qu'il quitte les Exilés, qui partaient en croisade contre Proteus, entité possédant les mutants.
Bec retourne dans sa réalité à la fin du crossover. Il retrouve ses enfants et Angel - bien que cette dernière ait été tuée par Proteus- et intègre avec elle les New Warriors. Il a perdu ses pouvoirs après le M-Day, ce qu'il vit très bien.

## Pouvoirs, capacités et équipement
Le Bec a un physique d'oiseau, avec des plumes et des serres. Il a le pouvoir de voler, comme il s'en est rendu compte pendant sa lutte avec la confrérie. Mais il ne s'est pas encore suffisamment entraîné pour pouvoir utiliser ce pouvoir correctement. Barnell est totalement inexpérimenté au combat, il peut néanmoins se défendre avec une batte de baseball en titane.

## Versions alternatives
Dans ce futur alternatif, le Bec est Tito Bohusk, petit-fils de Barnell. Il est aussi membre des X-Men et cherche à honorer la mémoire de son grand-père, qui avait accompli d'immenses exploits. Il meurt dans l'affrontement final contre la Bête. Juste avant de mourir, Wolverine lui assure qu'il avait dépassé Barnell en grandeur.